# District de Karachi-Sud
Le district de Karachi-Sud (en ourdou : ضلع کراچی جنوبی) est une subdivision administrative du sud de la province du Sind au Pakistan. Inclus au sein de la division de Karachi, il fait également partie de la mégapole de Karachi. Aboli en l'an 2000, le district a été rétabli en juillet 2011.
Le district compte près de deux millions d'habitants en 2017, 

## Histoire
Karachi-Sud est l'un des principaux quartiers de la mégapole de Karachi, plus grande ville du Pakistan. Il a existé en tant que district jusqu'en 2000, année où il est divisé en différents quartiers. Le 11 juillet 2011, les districts de la division de Karachi sont rétablis, y compris le district de Karachi-Sud.

## Démographie
Lors du recensement de 1998, la population du district a été évaluée à 1 478 047 personnes. Le recensement suivant mené en 2017 pointe une population de 1 791 751 habitants, soit une croissance annuelle de 1 %, supérieure aux moyennes nationale et provinciale de 2,4 %.

## Administration

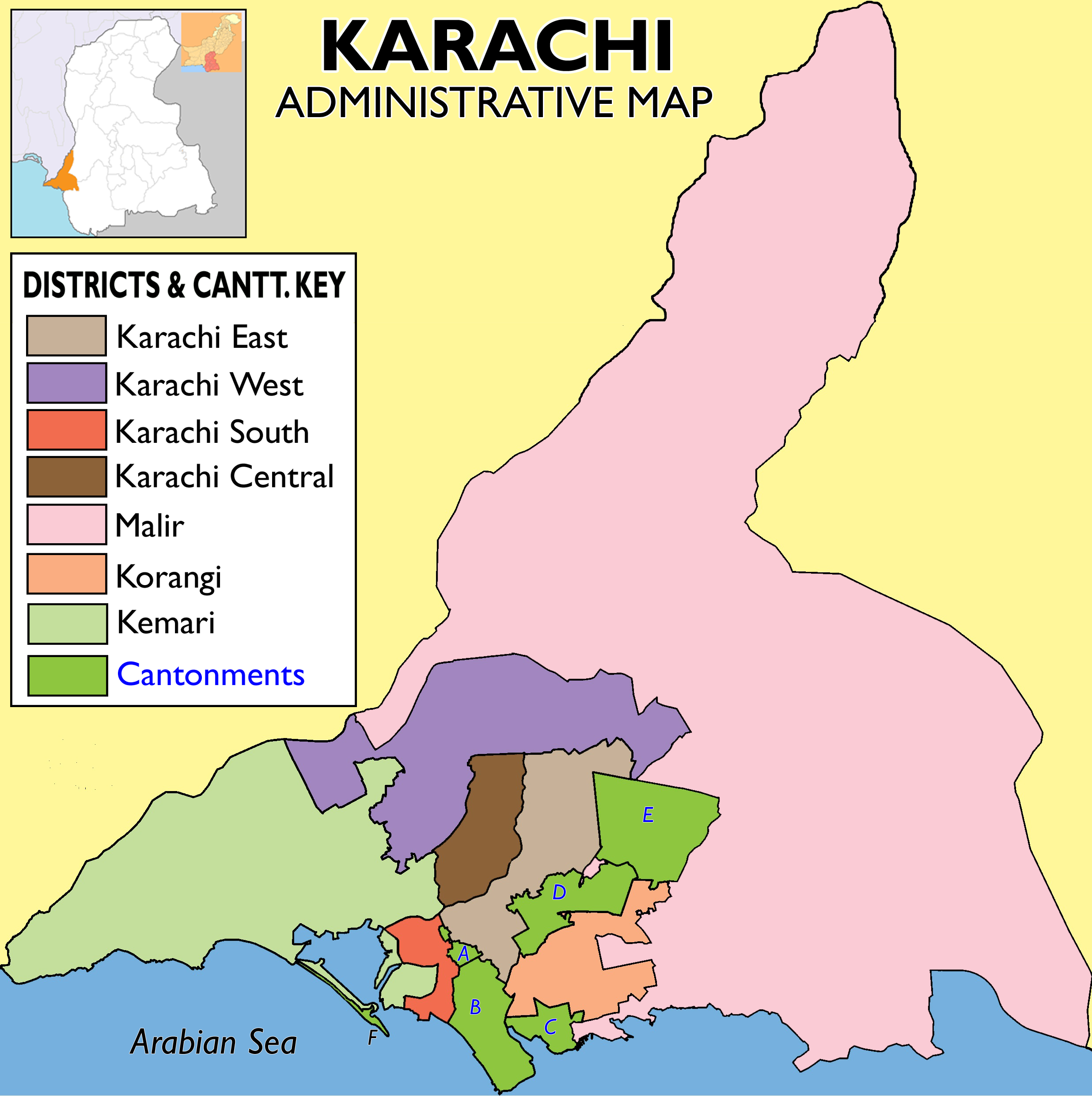
Karachi-Sud en orange sur la carte.

Le district est divisé en sept subdivisions, appelées towns et équivalentes à des tehsils, ainsi que 31 Union Councils.
| Tehsil             | Population (rec. 2017) |
| ------------------ | ---------------------- |
| Aram Bagh          | 128 374                |
| Civil Lines        | 224 057                |
| Clifton            | 305 938                |
| Garden             | 365 323                |
| Karachi Cantonment | 68 877                 |
| Lyari              | 662 816                |
| Saddar             | 36 366                 |

## Politique
À la suite de la réforme électorale de 2018, le district est représenté par les deux circonscriptions no 246 et 247 à l'Assemblée nationale ainsi que par cinq circonscriptions no 107 à 111 à l'Assemblée provinciale du Sind. Longtemps un fief du Parti du peuple pakistanais (PPP) grâce au quartier de Lyari, le district est largement gagné par le Mouvement du Pakistan pour la justice lors des élections législatives de 2018, en gagnant cinq des sept sièges et battant même le chef du PPP Bilawal Bhutto Zardari. Si les membres du PPP pointent des irrégularités, beaucoup citent le soutien du PPP à certains gangs criminels comme l'un des principaux motifs de mécontentements envers les candidats sortants.
| Parti                                       | Voix (national) | %       | Élus nationaux | Élus provinciaux |
| ------------------------------------------- | --------------- | ------- | -------------- | ---------------- |
| Mouvement du Pakistan pour la justice       | 143 936         | 34,23 % | 2              | 3                |
| Tehreek-e-Labbaik Pakistan                  | 67 099          | 15,96 % | 0              | 1                |
| Parti du peuple pakistanais                 | 58 926          | 14,01 % | 0              | 0                |
| Muttahida Majlis-e-Amal                     | 56 240          | 13,37 % | 0              | 1                |
| Ligue musulmane du Pakistan (N)             | 37 295          | 8,87 %  | 0              | 0                |
| Mouvement Muttahida Qaumi                   | 34 176          | 8,13 %  | 0              | 0                |
| Autres partis                               | 11 884          | 2,83 %  | 0              | 0                |
| Indépendants                                | 10 903          | 2,59 %  | 0              | 0                |
| Total exprimés (participation : 39,38 %)    | 420 549         | 100 %   | 2              | 5                |
| Source : Commission électorale du Pakistan, |                 |         |                |                  |